# Isaac ben Sid

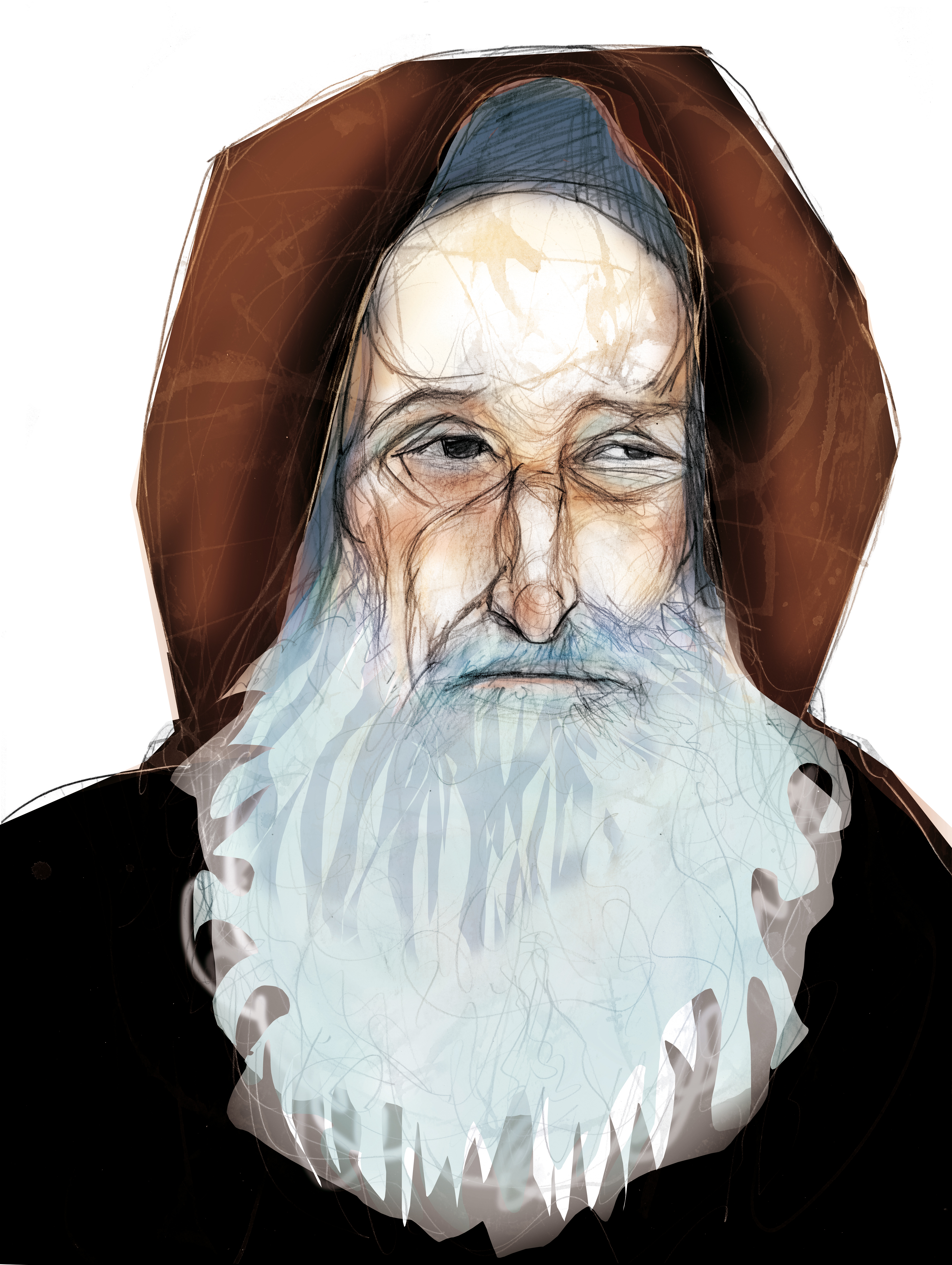
Retrato de Isaac ben Sid, por Eulogia Merle

Isaac ben Sid (o Cid), Ishaq ben Sid, Rabí Ishâq ben Sid o Rabiçag (nombre en las fuentes cristianas) fue un astrónomo judío.

## Biografía
Destacado erudito judío de la segunda mitad del siglo XIII, formó parte de la Escuela de Traductores de Toledo de Alfonso X el Sabio y tradujo y compuso principalmente obras astronómicas y astrológicas, ciencias indistinguibles en aquella época.
Isaac ben Sid tomó parte en la compilación de las Tablas astronómicas alfonsíes. Isaac Israelí señala que de su puño y letra se encuentran las observaciones de tres eclipses lunares. En documentos oficiales (De Castro, "Bibliotheca," i. 184b) Isaac ibn Sid es llamado por el rey "nuestro erudito Rabbi Çag." 
Probablemente fue cantor (hassan) en la sinagoga —del sobrenombre de "haḤazzan," que le dio Isaac Israeli ben Joseph, se infiere que fue ayudante de una sinagoga.—, y probablemente rabino. También fue un potentado financiero, y sus haberes monetarios se generaron a partir de los emolumentos recibidos en forma de donaciones por parte del rey por su labor destacada en la elaboración de obras científicas para la corte alfonsí. Junto con Zag ibn Zadock, Don Yuçaf, Abraham ibn Xuxan y Roy Ferrán de Sahagún, perteneció al reducido círculo de prestamistas de la Corona. En su labor intelectual, la más relevante, se destacó por sus conocimientos técnicos específicos y por las aportaciones creativas que aportaba a las traducciones.
Trabajó estrechamente con Yehuda ben Moshe ha-Kohen en la elaboración de los tratados de astronomía de la obra literaria del rey sabio, cuya obra más influyente en el occidente europeo fueron las Tablas alfonsíes, y mencionadas, concluidas en 1277 en su versión definitiva. Ese mismo año Isaac tradujo del árabe un trabajo sobre los cuadrantes. Su nombre se asocia con la invención de varios instrumentos de astronomía. (De Castro, l.c. i. 144a, 156a, 157). Estaba especializado en el plano técnico, mientras que su colega sobresalía por la diversidad y amplitud de sus conocimientos de todo aquello que se relacionaba con las ciencias de las estrellas.
Otros tratados compuestos para el rey Alfonso por Rabiçag están recogidos en la compilación Libro del saber de astrología, que reúne manuales de fabricación y de interpretación de instrumentos de observación astronómica, como el Libro del astrolabio redondo, el Libro del astrolabio llano, el Libro del ataçir, el Libro del cuadrante para rectificar, el Libro del fazer de las armellas.
Como Yehuda ben Mose, destacó en la composición y traducción al castellano de tratados acerca de la medición del tiempo o relojes. En ellas describe algunos tratados de gnomónica sorprendentes, como el Libro del reloj del palacio de las horas, escrito en colaboración con el rabí Ishaq ben Sid, el Rabiçag de las fuentes cristianas, tratado en el que imaginan un palacio maravilloso cuyas ventanas dejan pasar la luz a un patio central en donde se marcan las otras. Otras obras cronométricas son el Libro del reloj de la piedra de la sombra, el Libro del reloj de agua y el Libro del reloj del argent vivo.
Asimismo, tradujo obras literalmente, como las Tablas astronómicas de Azarquiel, los Cánones de al-Battani y la Lámina universal.